# Arnošt Nakládal
Arnošt Nakládal (4. února 1823 Dubany u Prostějova – 11. března 1896 asi tamtéž) byl moravský statkář, veřejný a spolkový činitel a finančník. Roku 1868 se stal spoluzakladatelem a prvním ředitelem Rolnické záložny v Dubanech, první rolnické družstevní záložny v českých zemích. Výrazně se tak zasloužil o rozvoj českého bankovnictví. O rok později se zasloužil též o vznik prvního rolnického cukrovaru ve Vrbátkách.

## Život

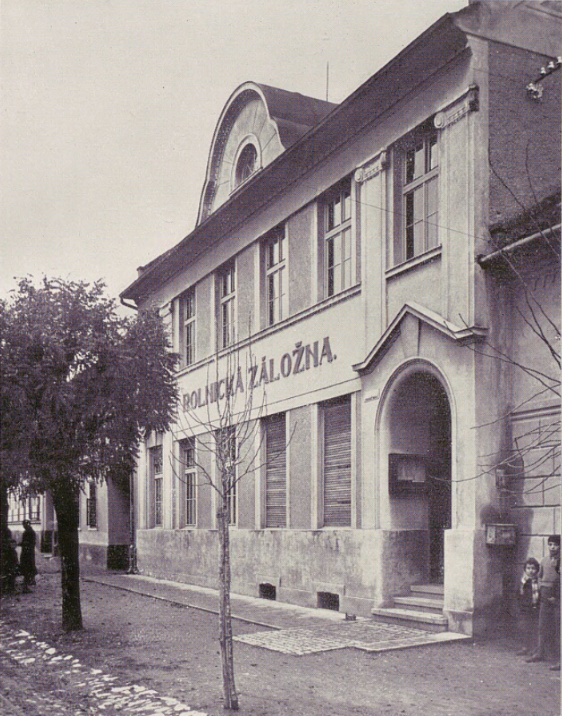
Budova záložny v Dubanech po rekonstrukci ve 30. letech 20. století

Narodil se v Dubanech u Vrbátek, nedaleko Prostějova, na Hané do české rodiny. Žil v Dubanech, kde hospodařil na rodinném statku.
Spolu s dalšími dubanskými sousedy byl inspirován činností v Olomouci působícího Jana Rudolfa Demela, který se zasazoval o zakládání družstevních rolnických družstevních podniků. Roku 1861 pak došlo ke vzniku Záložny přerovské v Přerově, založené Františkem Kramářem a Cyrilem Vítězem, první občanské záložny na Moravě. V dalších letech pak rostl počet městských záložen, roku 1864 došlo též ke vzniku záložny ve Velkých Opatovicích, první občanské záložny na vesnici v českých zemích.
K založení Rolnické záložny v Dubanech, rolnické spolkové záložny, prvního takového ústavu v českých zemích, pak došlo roku 1868. Nakládal se stal prvním ředitelem ústavu, prvním pokladníkem se stal jeho spolupracovník a místní statkář František Sedlák. Krátce po vzniku dubanské záložny vzniklo pak na Moravě více takových rolnických peněžních ústavů: ještě roku 1868 byla založeny rolnické záložny v Olšanech u Prostějova, Velkých Slatinicích, Postřelmově, Těšenicích, Štěpánově a v několika dalších obcích.
Roku 1869 se v návaznosti na činnost v záložně aktivně zapojil do příprav založení cukrovaru ve Vrbátkách nedaleko Duban, vůbec prvního rolnického akciového cukrovaru v zemi. Zde působil jako předseda prvního přípravného výboru, jeho pozdějším ředitelem se pak stal J. R. Demel.

### Úmrtí
Arnošt Nakládal zemřel 11. března 1896, patrně v Dubanech, ve věku 73 let.